# HTC Sense
HTC Sense (Codename Manila 2.5) ist die Weiterentwicklung der Benutzeroberfläche TouchFLO, die auf Touchscreen-Smartphones von HTC unter Windows Mobile, unter Brew MP und unter Android wie zum Beispiel dem HTC Hero zum Einsatz kam.

## Allgemein
HTC Sense wurde im Februar 2010 von HTC-Chef Peter Chou folgendermaßen vorgestellt:

„Ein Mobiltelefon ist heutzutage zweifellos eines der persönlichsten Besitztümer. HTC Sense wurde entwickelt, damit jeder Anwender tatsächlich eine ganz individuelle Bedienoberfläche für ein ganz persönliches Mobilerlebnis einrichten kann. Herausragend sind vor allem ein einzigartiges visuelles Erlebnis und das Verwalten der Meldungen aus sozialen Netzwerken durch das neue Widget Friend Stream. Die Oberfläche wird über die normale Android-Oberfläche oder auf den ‚Heute‘-Bildschirm von Windows Mobile gelegt. Sie soll dem Benutzer ermöglichen, sein Mobiltelefon individuell anzupassen.“

Erkennungsmerkmal der HTC-Sense-UI-Oberfläche ist die plattformübergreifende Digitaluhr im Retro-Design, welche über die aktuelle Wetterlage am jeweiligen Ort informiert. Zudem stehen dem Benutzer verschiedene Desktop-Bildschirme zur Verfügung, in der Android-Version beispielsweise sieben statt drei (wie bei Standard-Android) Startbildschirme sowie eine „Helikopteransicht“, bei der alle Bildschirme gleichzeitig in verkleinerter Version dargestellt werden. Zu der eigentlichen Bedienoberfläche bringen die HTC-Widgets einige Sonderfunktionen mit. So informiert das HTC-Widget Friend Stream über aktuelle Meldungen in verschiedenen sozialen Netzwerken wie Facebook, Twitter oder dem Fotodienst Flickr. Andere HTC-Widgets geben Auskunft über Börsenkurse, geschichtliche Ereignisse oder andere Funktionen wie den genauen Ladezustand des Akkus. Darüber hinaus wurden der Browser, der E-Mail-Client und der feed reader für HTC Sense überarbeitet. Das erste HTC-Mobiltelefon, welches HTC Sense erhielt, war das HTC Hero. Per automatischem Update über das Internet wurde HTC Sense mit Android 2.1 ausgeliefert.
Das HTC Desire und das HTC Legend wurden als erste HTC-Mobiltelefone von Werk an mit HTC Sense ausgeliefert.
HTC Sense wurde bis heute (Stand: Januar 2013) in insgesamt acht Versionen veröffentlicht. Die Version wird vor allem an Googles mobilem Betriebssystem Android festgemacht. So gibt es auch HTC Sense für Windows Mobile und Brew MP, allerdings wurden keine weiteren Versionen entwickelt. Als einziges Windows-Mobile-Smartphone wurde das HTC HD2 mit HTC Sense ausgeliefert.

## Versionen

### HTC Sense 2.0
Sense 2.0 war die erste Version, die über die Oberfläche von Google Android gelegt wurde. Sie erhöhte die Zahl der Android-Startbildschirme von normalerweise drei auf fünf. Außerdem wurden viele Widgets hinzugefügt, am bekanntesten darunter das Uhren-Widget im Retrostil und das Wetter-Widget.
Sense 2.0 wurde mit Android 2.1 und 2.2 herausgegeben.

### HTC Sense 2.1
Anfang 2011 stellte HTC die leicht optisch überarbeitete Version 2.1 vor; die funktionalen Änderungen waren gering. Als erste Geräte wurden das HTC Desire S und das HTC Incredible S mit Sense 2.1 ausgeliefert. Das HTC Desire HD wurde nachträglich mit Sense 2.1 versorgt.
HTC Sense 2.1 wurde vor allem mit Android 2.3.3 ausgeliefert. Auch das HTC Flyer wurde dem Namen nach mit Sense 2.1 ausgeliefert, allerdings mit Android 2.3.5. Sense 2.1 auf dem HTC Flyer entspricht dem Funktionsumfang nach allerdings eher Sense 3.0.

### HTC Sense 3.0
Sense 3.0 wurde im August 2011 im Rahmen der Präsentation des HTC Sensation vorgestellt. Die markanteste Neuerung ist der umfassend überarbeitete Sperrbildschirm, aus dem sich direkt ausgewählte Anwendungen starten lassen. Auch wurde ein Taskmanager hinzugefügt, der Anwendungen direkt beenden kann, und die überarbeitete Wetter-App erhielt neue Animationen.
Sense 3.0 wurde auf dem HTC Desire S, HTC Desire HD und dem HTC Incredible S mit Android 2.3.5 ausgeliefert. Auf dem HTC Evo 3D wurde Sense 3.0 mit Android 2.3.4 ausgeliefert. Das HTC Sensation wurde mit 2.3.3 und Sense 3.0 ausgeliefert.

### HTC Sense 3.5
Sense 3.5 erschien im Herbst 2011, optisch überarbeitet, mit neuen Widgets und geringeren Ressourcenbedarf. Es gab zwei Varianten:
- Bliss, speziell für Frauen entwickelt und optisch sehr verschieden von älteren Versionen. Zudem wurde die Sense-typische Leiste am unteren Bildschirmrand ersetzt durch zwei Buttons für die Apps und die Telefonfunktion. „Bliss“ wurde nur auf dem HTC Rhyme ausgeliefert.
- Runny, als allgemeine Variante, optisch seinen Vorgängern ähnlich. Der markanteste Unterschied zu Sense 3.0 ist die transparente Leiste sowie das überarbeitete Retrouhr-Widget, welches nun auch etwas kleiner zur Verfügung steht. Runny wurde mit dem HTC Sensation XL und dem HTC Velocity ausgeliefert.

Sense 3.5 wurde auf dem HTC Rhyme, dem HTC Sensation XL und dem HTC Explorer mit Android 2.3.5 ausgeliefert, auf dem HTC Velocity mit Android 2.3.7.

### HTC Sense 3.6
Sense 3.6 wurde im März 2012 im Rahmen der Android-4.0-Version für das HTC Sensation und das HTC Sensation XE veröffentlicht. Optisch wurde Sense etwas an Android 4.0 angepasst. Neue Funktionen wurden in Sense selbst nicht eingebaut, sondern sind schon in Android 4.0 selbst enthalten. Bis im September 2012 erhielten das HTC Sensation, HTC Sensation XE, HTC Sensation XL, HTC Incredible S, HTC Evo 3D, HTC Rhyme und das HTC Desire S Sense 3.6.

### HTC Sense 4.0
Sense 4.0 wurde im März 2012 mit der neuen Smartphone-Familie HTC One veröffentlicht. Die neue Version ist optisch deutlich schlanker als die Vorgänger. Die Widgets wurden zum Großteil vollkommen neu entworfen, sichtbar vor allem an der neuen Retrouhr. Sense 4.0 wirkt somit viel minimalistischer als seine Vorgänger.
Produktionschef Kouji Kodera beschreibt Sense 4.0 wie folgt:
From the original Sense up to Sense 3.5 we added too many things. The original concept was that it had to be simple and it had to be easy to use and we had that philosophy, but over time it got cluttered. There where too many things in there. Even on the home screen we had four or five icons before consumers got a chance to add things themselves. For the HTC One range we have taken it down to Sense 2 again. What we’ve done right now is a good mixture of keeping Sense and Google’s Ice Cream Sandwich element in a good balance. We haven’t tried to change everything here. We have kept a lot of the ICS element but still added the Sense flavour on top of it.
Auf Deutsch:
Vom ursprünglichen Sense bis Sense 3.5 haben wir zu viele Dinge hinzugefügt. Das ursprüngliche Konzept war, dass es einfach sein und einfach zu bedienen sein musste, und das war unsere Philosophie, aber im Laufe der Zeit wurde Sense überladen. Da waren zu viele Dinge drin. Selbst auf dem Startbildschirm waren vier oder fünf Symbole, bevor der Verbraucher überhaupt selbst welche hinzugefügt hatte. Für die HTC One-Serie haben wir sie wieder auf zwei reduziert. Was wir jetzt gemacht haben, ist eine gut ausgewogene Mischung aus Elementen von Sense und von Googles Ice Cream Sandwich. Wir haben nicht versucht, alles zu ändern. Wir haben viele der ICS-Elemente beibehalten und trotzdem noch den Sense-Geschmack hinzugefügt.

### HTC Sense 4.1
Sense 4.1 wurde am 18. August 2012 angekündigt und erschien im Rahmen des Updates auf Android 4.0.4 für das HTC One X und das HTC One S.

### HTC Sense 4+
Sense 4+ (manchmal auch Sense 4.5) wurde im Jahre 2012 für das HTC One X+ angekündigt, und im Zuge des Updates auf Android 4.1.2 wurde es auch auf das HTC One X und HTC One S verteilt. Als Besonderheit lässt sich hier nennen, dass HTC-Smartphones mit Sense 4+ trotz Android 4.1.2 noch den Adobe Flash Player unterstützen, obwohl dessen Unterstützung für Android 4.1.x eingestellt wurde.

### HTC Sense 5.0
Sense 5.0 wurde am 18. Februar 2013 erstmals auf dem HTC One vorgestellt. Neuerungen sind „Zoe“, eine Kamera-App und BlinkFeed eine App, welche fortwährend diverse Meldungen zusammenfasst, sowie einige neue Widgets und neue Einstellungen in der Benachrichtigungsleiste. Zudem wurden die 3D-Effekte und andere optische Merkmale entfernt und ein flaches Design eingeführt.
Ein Update auf Sense 5.0 erhielten das HTC One X und das HTC One X+.

### HTC Sense 5.5
Sense 5.5 wurde im Oktober 2013 mit dem HTC One Max vorgestellt. Als Neuerung kann man nun BlinkFeed-Nachrichten ohne Internetverbindung lesen oder auch ganz abschalten. Außerdem können nun eigene Web-Feeds hinzugefügt werden. Weiterhin sind die Schnelleinstellungen nun individuell anpassbar und bieten eine „Nicht stören“-Funktion.

### HTC Sense 6.0
Sense 6.0 wurde am 25. März 2014, zeitgleich mit der Präsentation des HTC One (M8), vorgestellt. Neu sind unter anderem die Funktion Themes sowie die Möglichkeit, eine alternative Schriftart zu wählen. HTC setzt bei der neusten Sense-Oberfläche weiterhin auf ein flaches und moderates Design, das nun jedoch farbenfroher als die vorherige Sense-Version ist. Die Kamera- und Galerie-App wurden überarbeitet und minimalistischer gestaltet. Auch Sense TV wurde überarbeitet und zeigt beispielsweise bei Sportereignissen die jeweiligen Ergebnisse live in der App an, außerdem gibt es dort einen Fan-Talk-Bereich, mit dem man Twitter-Beiträge zu einem jeweiligen Ereignis verfolgen kann.
Für Entwickler bietet HTC nun die App BlinkFeed SDK an, in der Artikel angezeigt werden können.

### HTC Sense 7.0
Sense 7.0 wurde am 1. März 2015, zeitgleich mit der Präsentation des HTC One M9, vorgestellt. Themes können nun auch heruntergeladen werden und verändern nicht nur die Farbe und Schriftart, sondern auch Widgets und App-Gestaltung sowie Icons. Eigene Themen können über den „Themes-Creator“ oder die Kamera erstellt werden. Das geschossene Bild wird dabei automatisch in ein Theme umgerechnet, das die Grundfarben des Bildes verwendet. Außerdem besteht die Möglichkeit, über eine Weboberfläche neue Themes zu erstellen. Blinkfeed-Nachrichten werden nun auch auf dem Sperrbildschirm angezeigt, und es gibt einen Launcher auf dem Startbildschirm, der sich automatisch dem Nutzer anpasst. Er bietet beispielsweise unterschiedliche Apps für zuhause oder für die Arbeit. Neu sind unter anderem auch die sogenannte „One Gallery“, die diverse Clouddienste wie Dropbox oder Google Drive innerhalb einer App vereint, und neuartige Bildbearbeitungsfunktionen.
Sense 7.0 ist auf dem HTC One M9 bereits vorinstalliert und soll als Update auch für das HTC One aus dem Jahr 2013 und dessen Nachfolger, das HTC One (M8) aus dem Jahr 2014 erscheinen.

### HTC Sense 8
Die Sense-Version, die mit dem HTC 10 geliefert wurde, ist nun auch für Geräte anderer Hersteller im Play Store erhältlich. Weiterhin wurde die Oberfläche minimalisiert. Zusätzlich zu dem Standard-Launcher mit HTC Blinkfeed ist es möglich, ein als „Freestyle“ bezeichnetes Layout zu nutzen. In diesem können Apps frei auf dem Bildschirm, ohne Raster oder App-Symbole platziert werden. Die Visualisierung der einzelnen Apps erfolgt durch verschiedene, zum Hintergrundbild passende Elemente, wie beispielsweise ein Heißluftballon, eine Sonnenbrille oder ein Baum. Auf das Theming der Schnelleinstellungen wurde verzichtet, dieses sieht nun identisch mit den Einstellungen des Stock-Android-Themes aus.

### HTC Sense 9
Die neunte Version des Sense-Launchers wurde zusammen mit dem HTC U11 eingeführt.

### HTC Sense 10
Die zehnte Version des Sense-Launchers wurde zusammen mit dem HTC U12+ eingeführt.